# Bruceia
Bruceia é um gênero de traça pertencente à família Arctiidae.